# Романов Олексій Федорович
Олексій Федорович Романов (17 жовтня 1875, Київ — 27 травня 1924, Беочин) — український державний діяч. Другий Міністр юстиції Української держави Гетьмана Павла Скоропадського. Політичний діяч москвофільського напрямку.

## Життєпис
Син надвірного радника Федора Михайловича Романова та української письменниці Одарки Романової. Старший брат Володимир — чиновник Міністерства землеробства, дійсний статський радник.
Закінчив Першу київську гімназію (1894) і юридичний факультет Санкт-Петербурзького університету (1898).
Після закінчення університету вступив на службу в Міністерство юстиції. Обіймав посади товариша прокурора Кишинівського окружного суду і діловода 3-го кримінального відділення першого департаменту Міністерства юстиції. Публікував статті з юридичних питань в журналах «Сільський вісник» і «Вісник поліції». У 1907 році був призначений товаришем прокурора Санкт-Петербурзького окружного суду, в 1910 році — прокурором Львівського окружного суду, а в 1914 році — юрисконсультом першого департаменту Міністерства юстиції. Дослужився до чину статського радника. 30 січня 1917 призначений прокурором Віленської судової палати.
Після Лютневої революції в Росії, з квітня по вересень 1917 року був членом Надзвичайної слідчої комісії Тимчасового уряду.
Після Жовтневої більшовицького заколоту виїхав до Києва, служив в уряді гетьмана Скоропадського. У липні 1918 року був призначений товаришем міністра юстиції Михайла Чубинського, а також сенатором адміністративного департаменту Державного Сенату. З 3 серпня по 21 жовтня 1918 був міністром юстиції. Виступав проти українізації судочинства, за збереження російської мови і культури. У жовтні 1918 року підписав так звану «Записку 10-ти», звернення до голови ради міністрів Федора Лизогуба про необхідність зміни зовнішньої політики Української держави і проголошення курсу на єднання з небільшовицькою Росією. Після повалення гетьмана Скоропадського приєднався до Білого руху, служив помічником керуючого відділом юстиції Особливої Наради при головнокомандуючому Збройними силами Півдні Росії. У вересні 1919 року, після окупації Києва Добровольчою армією, прибув в місто з особливою комісією для обстеження судових установ на місцях. Після евакуації з Новоросійська залишився в еміграції у Югославії. Був головою російської колонії в Сомборі. Залишив спогади «Імператор Микола II і його уряд: за даними Надзвичайної слідчої комісії» (Російська літопис. 1922. Кн. 2).
Помер у 1924 році в Беочині.